# Pseudochthonius ricardoi
Espèce
Pseudochthonius ricardoi est une espèce de pseudoscorpions de la famille des Chthoniidae.

## Distribution
Cette espèce est endémique du Brésil. Elle se rencontre dans l'État de São Paulo à Iporanga dans la grotte Caverna Água Suja et dans le Minas Gerais à Unaí dans la grotte Gruta Tamboril

## Étymologie
Cette espèce est nommée en l'honneur de Ricardo Pinto-da-Rocha.

## Publication originale
- Mahnert, 2001 : Cave-dwelling pseudoscorpions (Arachnida, Pseudoscorpiones) from Brazil. Revue Suisse de Zoologie, vol. 108, no 1, p. 95-148 (texte intégral).